# Zagorje

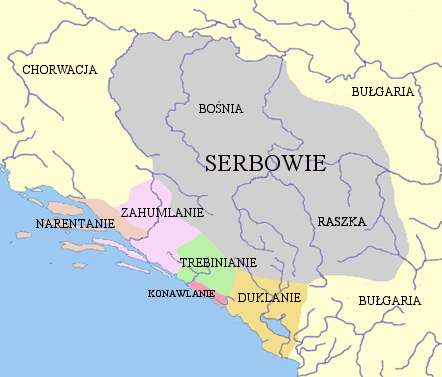
plemiona serbskie w VII-IX wieku

Zagorje (Zagórze) – kraina historyczna w zachodniej części półwyspu Bałkańskiego. Nazwa utworzona na określenie Serbów żyjących za górami w odróżnieniu od Serbów z nadmorskiej Dalmacji południowej – Primorja (Narentan, Zahumlan, Trebinian, Konawlan i Duklan). Zagorje obejmowało tereny pomiędzy górami Dynarskimi, Szarą Płaniną i Skopijską Czarną Górą a Sawą i Dunajem na północy. W późniejszym czasie od XI wieku na obszarze Zagorja wyróżniano na wschodzie Raszkę (obecnie Stara Serbia), na zachodzie Bośnię i na północy ziemię zwaną Soli (obecnie Tzuli).